# Дважды Герои Социалистического Труда

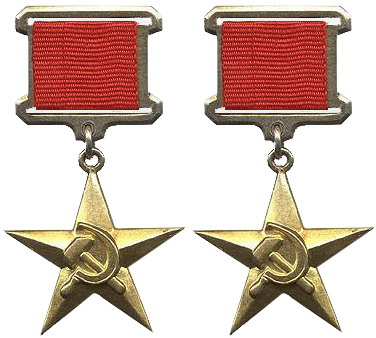
Две золотых медали «Серп и Молот» — знаки отличия дважды Героев Социалистического Труда

Два́жды Геро́й Социалисти́ческого Труда́ (обиходное название) — Герой Социалистического Труда, награждённый второй золотой медалью «Серп и Молот» за новые выдающиеся трудовые заслуги, не меньшие тех, за которые он удостоен звания Героя Социалистического Труда. Дважды Героем Социалистического Труда в СССР стал 201 человек.
Возможность награждения Героя Социалистического Труда во второй раз была установлена Указом Президиума Верховного Совета СССР от 22 мая 1940 года «О дополнительных знаках отличия для Героев Социалистического Труда». Лицо, удостоенное звания Героя Социалистического Труда второй раз, награждалось орденом Ленина и второй золотой медалью «Серп и Молот». В ознаменование трудовых подвигов дважды Героя Социалистического Труда сооружался бронзовый бюст Героя с соответствующей надписью, устанавливаемый на его родине, о чём делалась запись в Указе Президиума Верховного Совета СССР о награждении.

## Статистика награждений
Первые в СССР дважды Герои Социалистического Труда появились 29 октября 1949 года, когда «закрытым» (с грифом «Не подлежит опубликованию») Указом Президиума Верховного Совета СССР это звание было присвоено участникам советского Атомного проекта Б. Л. Ванникову, Н. Л. Духову и Б. Г. Музрукову (первые двое стали в дальнейшем трижды Героями Социалистического Труда). Однако это награждение, как и другие награждения участников Атомного проекта, долгое время оставалось засекреченным. Имена следующих дважды Героев Социалистического Труда — азербайджанских женщин-хлопководов Б. М. Багировой и Ш. М. Гасановой — стали известны из опубликованного Указа Президиума Верховного Совета СССР от 17 июня 1950 года.
Наиболее массовое награждение второй золотой медалью «Серп и Молот» состоялось 26 февраля 1958 года, когда дважды Героями стали сразу 23 человека.
Самым быстрым присвоением звания дважды Героя явилось награждение 12 июля 1957 года авиаконструктора А. И. Микояна: он получил вторую золотую медаль «Серп и Молот» всего через один год и два месяца после первой. У директора авиационного завода П. А. Воронина между присвоением первого (сентябрь 1941) и второго (февраль 1982) звания прошло 40 лет и 5 месяцев.
Самым молодым дважды Героем Социалистического Труда в возрасте 26 лет стала костромская скотница Н. А. Смирнова (1953 год), самым пожилым — участник революционного движения В. П. Виноградов, Указ о награждении которого был подписан 4 января 1985 года, за три дня до его девяностолетия. Он же меньше других носил звание дважды Героя Социалистического Труда, так как умер через 15 дней после второго награждения. Дольше всех, на протяжении 57 лет 9 месяцев, это звание носила Ш. М. Гасанова.
Последними дважды Героями Социалистического Труда 17 августа 1988 года стали председатели колхозов П. М. Воловиков и М. Д. Шолар. Постановлением Президиума Верховного Совета СССР от 22 августа 1988 года «О совершенствовании порядка награждения государственными наградами СССР» повторное награждение золотой медалью «Серп и Молот» было прекращено.
Первые десятилетия награждение второй золотой медалью «Серп и Молот» не предусматривало вручения ордена Ленина (исключения были сделаны только для Первого секретаря ЦК КПСС Н. С. Хрущёва при награждении его как второй, так и третьей медалью «Серп и Молот», и секретаря ЦК КПСС М. А. Суслова). В соответствии с Указом Президиума Верховного Совета СССР от 14 мая 1973 года кавалеров второй золотой медали «Серп и Молот» стали награждать и орденом Ленина.
Всего второй золотой медалью «Серп и Молот» был награждён 221 человек, из которых 4 человека (все работники сельского хозяйства) впоследствии были лишены этого звания, причём трое были тружениками Куня-Ургенчского района Ташаузской области.
16 человек из числа дважды Героев впоследствии стали трижды Героями Социалистического Труда.
Среди 201 дважды Героя Социалистического Труда 172 мужчины и 29 женщин. По сфере деятельности и отраслям производства распределение следующее:
- работники сельского хозяйства — 87 человек (из них 46 — председатели колхозов, 15 — звеньевые, 14 — рядовые работники, 11 — бригадиры и 1 — директор производственного объединения).
- деятели науки и техники — 55 человек (из них 28 — руководящие работники конструкторских бюро, 22 — руководители научно-исследовательских институтов, 3 — научно-энциклопедическая деятельность и 2 — директора научно-производственных объединений) .
- деятели государственного управления — 26 человек (из них 13 — руководящие работники министерств и ведомств, 11 — руководители партийных органов, 2 — работники Президиума Верховного Совета).
- работники разных отраслей — 19 человек (из них 4 — машиностроение, 4 — строительство, 4 — угольная промышленность, 2 — металлургия, 2 — судостроение, 1 — лёгкая промышленность, 1 — лесная промышленность и 1 — железнодорожный транспорт).
- руководители предприятий и объединений — 11 человек (10 предприятий относятся к оборонному комплексу).
- деятели культуры и искусства — 3 человека (два писателя и одна балерина).

Один человек из числа дважды Героев Социалистического Труда является также Героем Советского Союза (Д. Ф. Устинов), один — Героем России (М. Т. Калашников), двое — Героями Украины (Д. К. Моторный и Б. Е. Патон), один — Героем Киргизской Республики (Т. Акматов).

## Список дважды Героев Социалистического Труда
В списке в алфавитном порядке представлен 201 дважды Герой Социалистического Труда.
В таблицу не включены четверо человек, которые были лишены звания дважды Героя Социалистического Труда (см. Список лиц, лишённых звания Героя Социалистического Труда).

## Портретная галерея
Дважды Герои Социалистического труда на почтовых марках 
 СССР, России, Азербайджана, Белоруссии, Армении, Казахстана, Украины
Марки расположены по алфавитному порядку фамилий Героев.

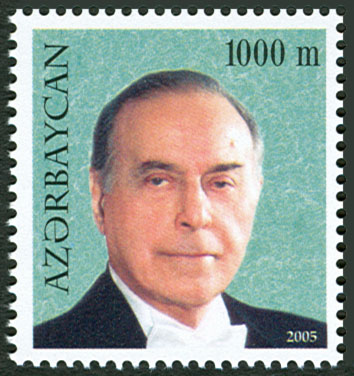
Гейдар Алиев
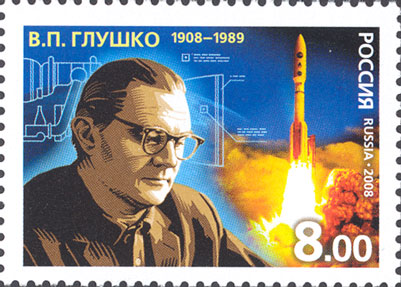
Валентин Глушко
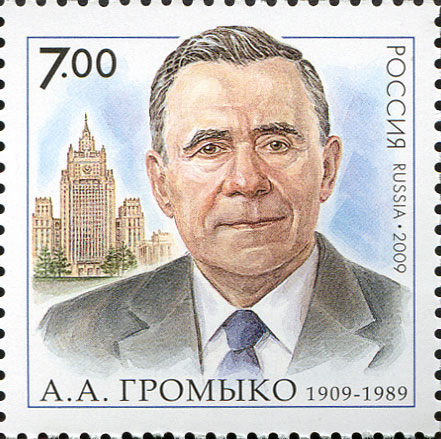
Андрей Громыко
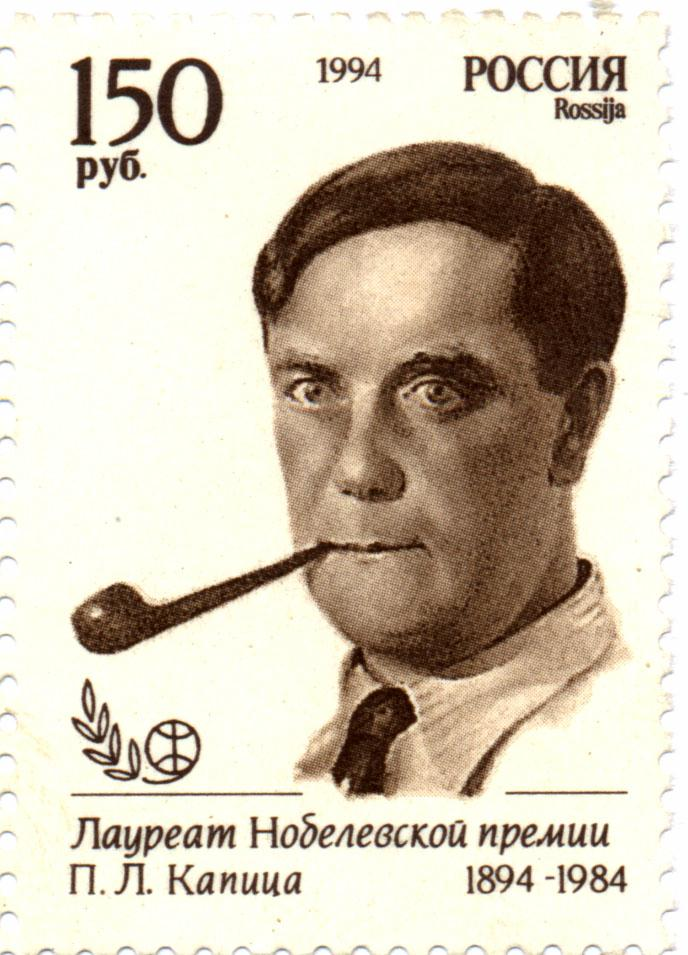
Пётр Капица
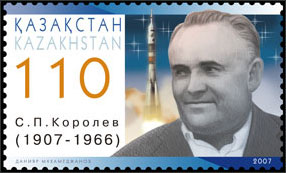
Сергей Королёв
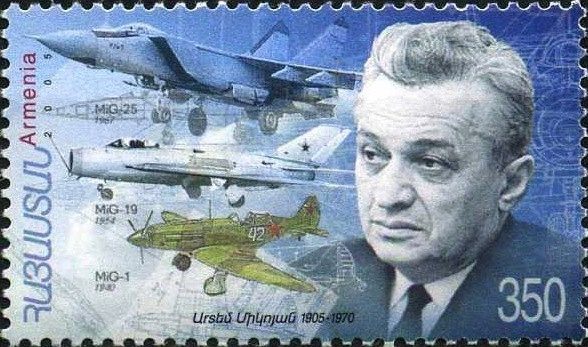
Артём Микоян
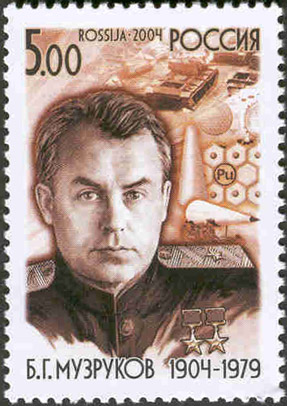
Борис Музруков
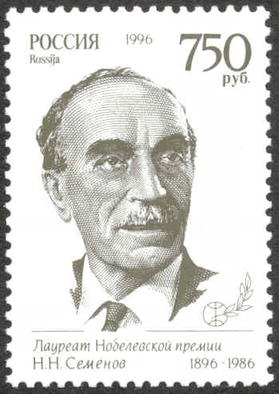
Николай Семёнов
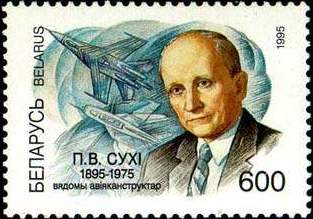
Павел Сухой
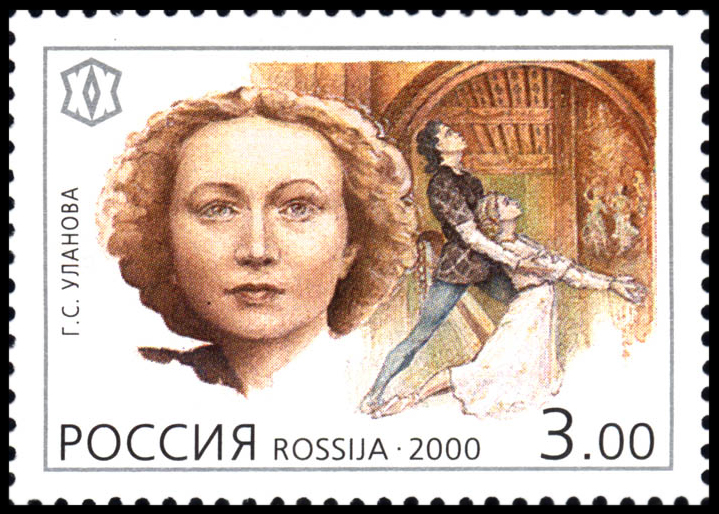
Галина Уланова
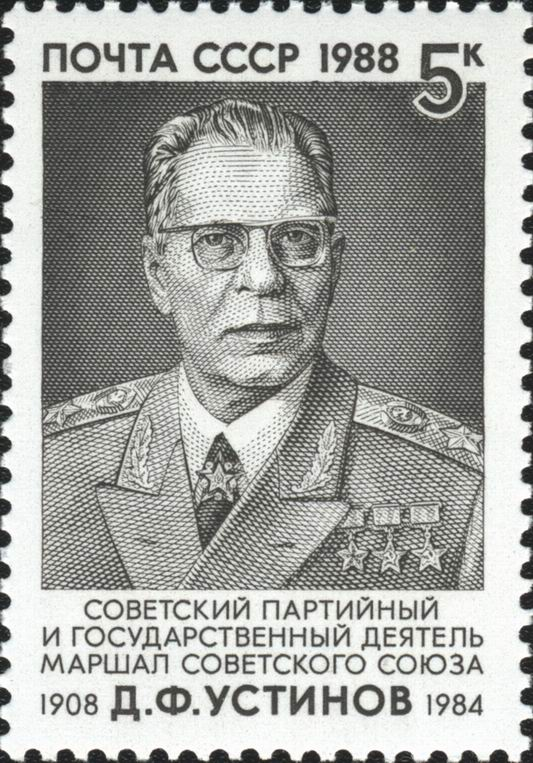
Дмитрий Устинов
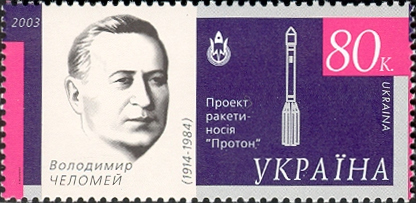
Владимир Челомей
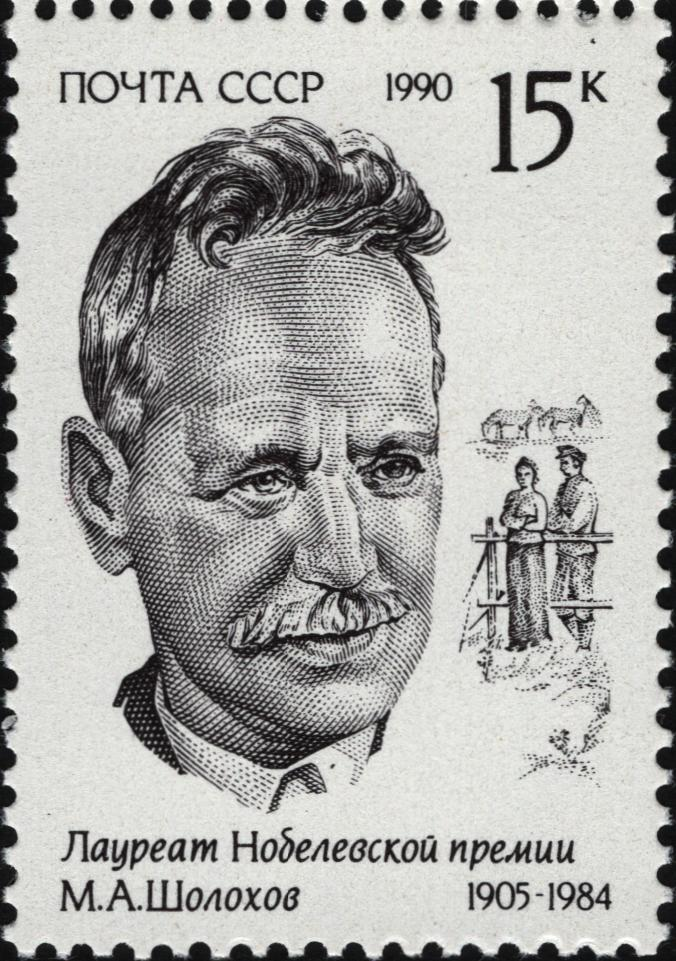
Михаил Шолохов
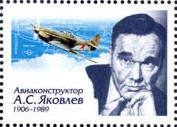
Александр Яковлев
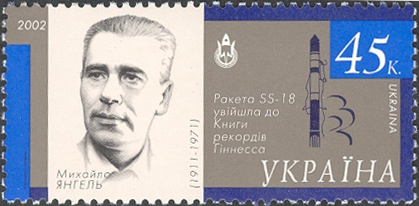
Михаил Янгель
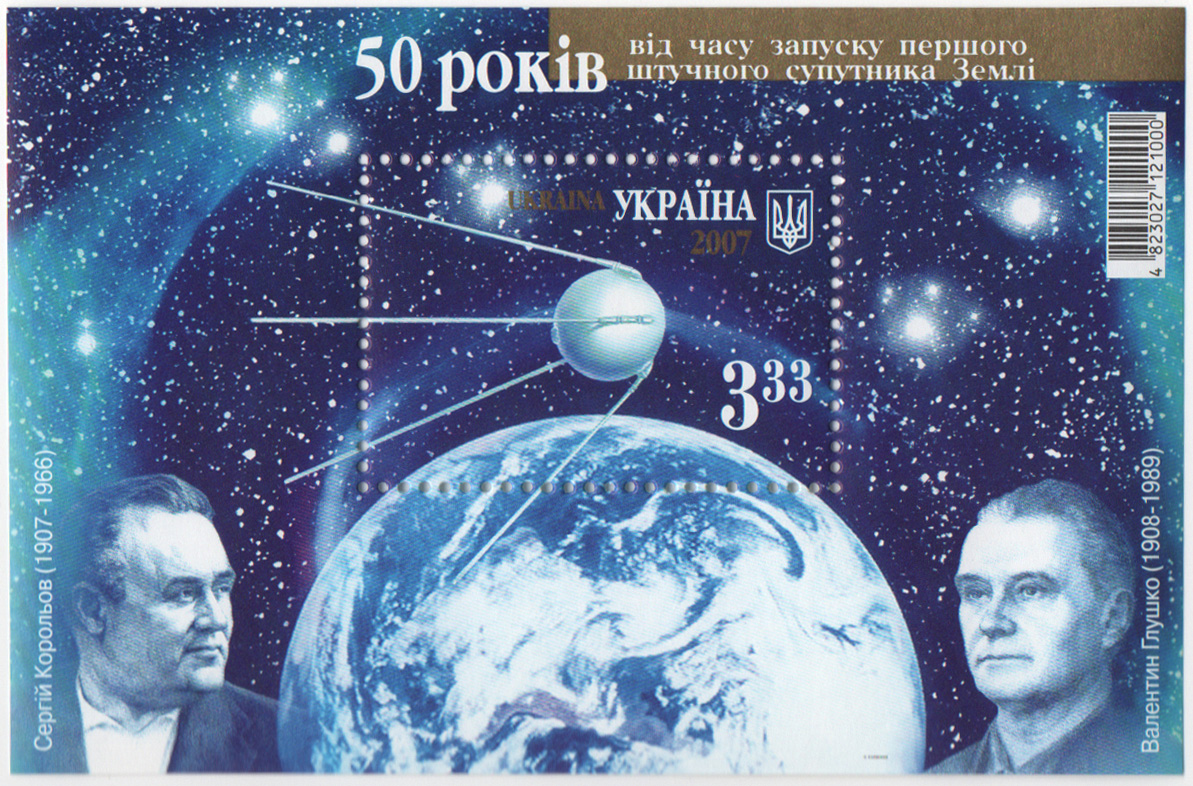
Сергей Королёв, Валентин Глушко
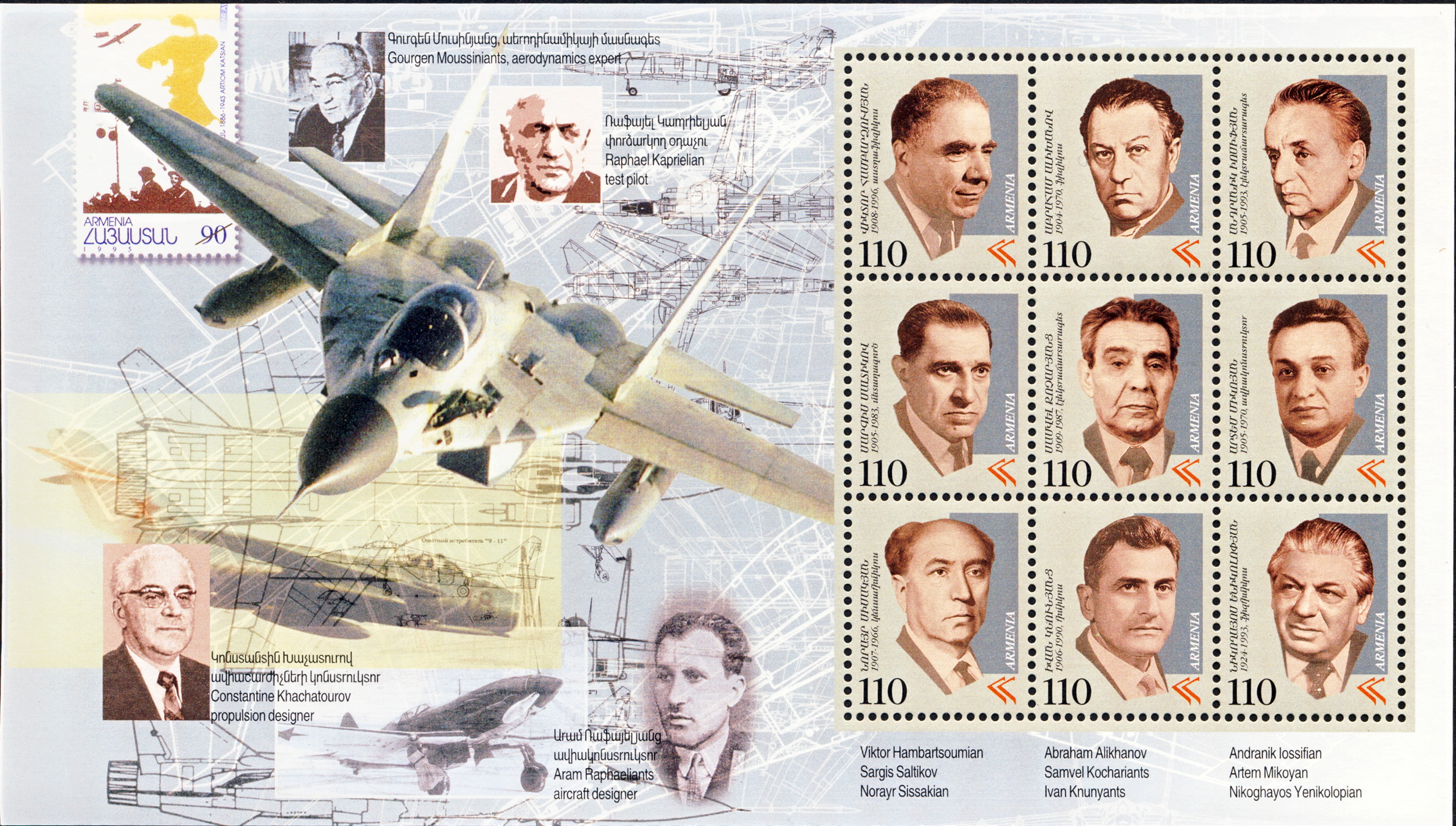
Амбарцумян, Алиханов, Иосифян, Салтиков, Кочарянц, Микоян, Сисакян, Кнунянц, Ениколопян